# 鲁国
鲁国，是周朝的一個姬姓諸侯國，為周成王的四叔周公旦及其子伯禽的封国。鲁国先後傳二十五世，三十六位君主，歷時八百餘年。首都在曲阜，疆域在泰山以南，略有今山东省西南部，國力鼎盛時期勢力遍及河南、江蘇及安徽三省。
鲁国是春秋时代保留周礼最完整的国家，藏有大量三代的典籍，诞生了孔子这样的儒学大家，五经之一的《春秋》正是鲁国的编年史书，世人称“周礼尽在鲁矣”。

## 歷史

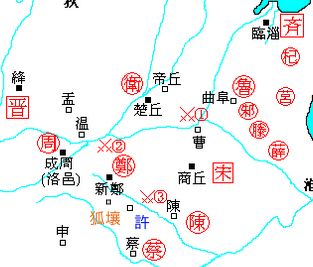
魯國位置

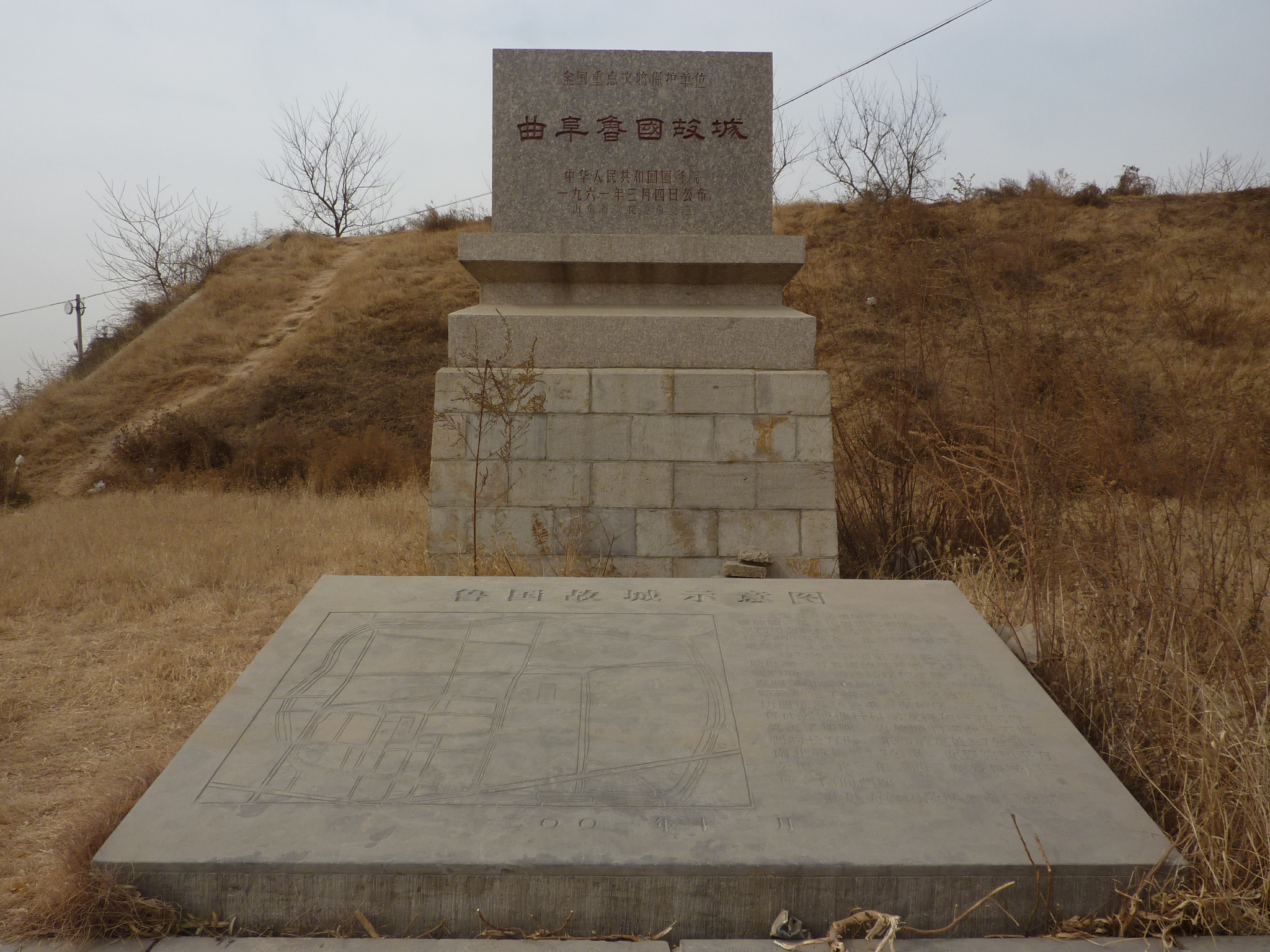
魯國曲阜紀念碑

### 立國
西周初年周公輔佐天子周成王，周公東征打敗了伙同武庚叛亂的殷商舊屬國，之後周公長子伯禽代替周公前往受封的奄國故土建立魯國。
伯禽到達封國之後，把曲阜作為自己封國的都城，然後依照周國的制度、習俗來進行治理。因為要去除當地的舊習俗，伯禽前前後後用了三年時間才完成了初步的穩定，然後返回成周報告政績。而魯的鄰國齊卻只用了五個月就返回成。

### 周室强藩
周王朝历来有厚同姓、薄异姓的国策，而周成王赋予鲁国“郊祭文王”、“奏天子礼乐”的资格，不仅仅是对周公旦功劳的一种追念，更是希望作为宗邦的鲁国能够“大启尔宇，为周室辅”。这是鲁国在政治上的优势。伐灭管蔡之乱，平定徐戎之叛，鲁国得到“殷民六族”。而本来是王族的殷商之民，拥有较高的文化水準，同时也善于发展经济；而鲁国地处东方海滨，盐铁等重要资源丰富。鲁国历经鲁公伯禽、考公酋（系本作“就”，邹诞本作“遒”）、炀公熙（一作怡，考公弟）、幽公宰（系本名圉）、魏公晞（幽公弟）、厉公擢（系本作“翟”）、献公具（厉公弟）、真公濞（本亦多作“慎公”），一直都是周室强藩，震慑并管理东方，充分发挥了宗邦的作用。《诗经•鲁颂》写到“奄有龟蒙，遂荒大东。至于海邦，淮夷来同，莫不率从，鲁侯之功”。展现了西周初期鲁国接受海滨诸国朝见的盛况，这种情形一直延续到春秋，彼时曹、滕、薛、纪、杞、彀、邓、邾、牟、葛诸侯仍旧时常朝觐鲁国。

### 废长立幼
鲁真公薨，其弟敖立，是为鲁武公。武公有长子括、少子戏。鲁武公九年(前817年），武公携二子前往宗周朝见周宣王。宣王很喜欢戏，有意立戏为鲁国的太子。長子括為魯武公的嫡子（與正室夫人所生）、少子戲為魯武公的庶子（與側室夫人所生）。周礼规定，只有在正室夫人無子或所生之子死亡時才能立庶子為太子，宣王废长立幼的做法嚴重犯了宗法的大忌。宣王的卿大夫樊仲山父说：「这个废长立幼，不合礼法。若您執意違背规矩的话，日后鲁国一定会违背您的旨意，如果这时您再出兵攻打鲁国，就等于自诛先王的法度」周宣王不顾重臣意见，强行下令立戏为鲁国太子。鲁武公郁郁不乐，回到鲁国后就去世了。太子戏繼位，是为鲁懿公。懿公九年（前807年），公子括的儿子伯御带领国人攻杀懿公，自立为国君，是为鲁废公。周宣王对此事极为不满，由于当时周军正在征讨戎狄，所以没有立刻兴师问罪。鲁废公十一年（前796年），周宣王发兵伐魯，诛杀伯御，改立魯懿公的弟弟公子称，是为鲁孝公。周朝天子废长立幼，自毁纪纲，以致天子的威信受損，周礼的权威受到削弱，以後周诸侯国弑君的事情时有发生。

### 隐公居摄
鲁孝公薨，子弗湟立，是为鲁惠公。鲁惠公的元配没有生子就死了，妾室声子倒是生了个儿子，名叫做息（一作息姑）。后来，惠公听说宋国有个女子生来手掌就有“鲁夫人”的纹状，于是就把她娶回鲁国，是为仲子。仲子为惠公生了个儿子，名叫做允（一作轨）。惠公没有立太子就死掉了。年长的公子息颇得鲁人的拥戴，于是他摄行君位。但是又担心其他人不服，于是立公子允为惠公太子，说是等他长大后就把政权返给他。历史上把公子息称作“隐公”，谥法：“不尸其位曰隐。”。
隐公时期，卿大夫羽父位高权重，逐渐掌握实权。羽父野心大，渴望与国君平起平坐，何况隐公甚至还不是名义上的国君。羽父要隐公立他为太宰，太宰就是周天子的王室正卿，就地位而言，跟诸侯平起平坐。隐公不答应。羽父于是到太子允前，谗言隐公想要霸占权位。太子允于是授命羽父派人弑杀了隐公。太子允即位，是为鲁桓公。魯隐公及桓公時（前722年－前662年)，魯國多次戰勝齊、宋等国，且不断侵襲杞國、莒國等小国。鲁桓公初期，羽父还挺有权势，但是到了后来就不见经传，或许是桓公疏远了他也未可知。

### 三桓時期
春秋中期之後，魯國政權轉入貴族大臣手中。魯莊公的三个弟弟季友、叔牙及慶父的子孫長期掌握魯國實權，称為季孫氏、叔孫氏、孟孫氏三家，由於三家都是魯桓公之後，被称為「三桓」，魯國從此「政在大夫」。鲁桓公有庶长子庆父、太子同、公子牙、公子友。庆父、叔牙、季友的后代分别是孟氏、叔孙氏及季氏，合称三桓。三桓为孟氏、叔孙氏及季氏，而非孟孙氏、叔孙氏及季孙氏。以往有众多学者认为孟孙、叔孙、季孙皆为氏称，实误。“孙”为尊称，对于孟氏和季氏，“孟孙某”、“季孙某”仅限于宗主的称谓，宗族一般成员只能称“孟某”、“季某”。所以，“孟孙”、“季孙”并不是氏称。考之《左传》，只有“孟氏”、“季氏”的字样，而无“孟孙氏”、“季孙氏”的字样。叔孙氏的情况比较特殊，起先为叔氏，后来公子牙（字子叔）之后立叔氏，原来的叔氏改称叔孙氏。
桓公薨，太子同立，是为鲁庄公。庄公夫人哀姜，哀姜娣叔姜为庄公生子启。庄公晚年，筑高台，看到大夫党氏的女儿孟任，很是欢喜，就跟着她走。最后，庄公许诺说立孟任为夫人，如果她给自己生了儿子，就立为太子。孟任生子般（一作“斑”）。庄公想立般为太子，又担心其他臣子有意见。到了庄公三十二年，庄公病笃，又想到立太子的事情，就询问自己的兄弟叔牙、季友。叔牙说庆父有才能，季友则说就算死也要立公子般。庄公让季友派人赐鸩酒给叔牙。叔牙饮鸩而死，立其后为叔氏，后改称叔孙氏。
鲁庄公立般为太子，而季友辅佐。叔牙死后不久，庄公薨。于是季友立太子般为国君，为庄公治丧，因此尚未正式即位。而庆父发难，派人弑杀了在党氏居住的般。季友惊慌之间，逃往陈国。庆父与庄公夫人哀姜一向都有私通，因此发难之后，他立哀姜陪嫁的叔姜之子，公子启为国君，是为鲁闵公（一作湣公）。庆父立闵公之后，跟哀姜私通，後來想把闵公也杀了，自己当国君。齐国仲孙湫就预言“不去庆父，鲁难未已”（[子说庆父不死，鲁难未已。比喻不清除制造内乱的罪魁祸首，国家就得不到安宁。亦指了结或停止危害的关键事物。）。鲁闵公二年，庆父派大夫卜齮袭杀闵公于武闱。季友听闻，由陈國走到邾國，接庄公妾成风之子申，请鲁人以其为国君。庆父忧惧，出逃到莒國。于是，季友送公子申入鲁，并重金贿赂莒人，抓庆父回国。庆父请求让他出逃，季友不肯。于是庆父自杀。立其后为孟氏。关于孟氏，《春秋》又作仲氏。因为当初庆父虽为长兄，但为了表示君臣之别，于是自称仲，史称共仲。实际上，当时的人都以其年长而叫他的后代为孟氏。
季友立公子申，是为鲁僖公（史记作“釐公”）。僖公元年，季友帅师败“莒师于郦，获莒拏”，“公赐季友汶阳之田及费”，季友为鲁国相。季友相僖公，执政多年，把鲁国治理得井井有条。鲁人作《诗·鲁颂》称赞。僖公十六年，季友卒，谥成，史称“成季”，其后立为季氏。

#### 公卿争权
鲁僖公、文公、宣公、成公、襄公、昭公、定公、哀公及悼公九位鲁侯在位期间，作为卿家的三桓与公室争权夺利，尤其是以季氏的执政与公室的反击最为激烈。鲁穆公时期实行改革，任命博士公仪休为鲁相，才遂渐从三桓手中收回政权。成季死后，庄公的公子遂（即襄仲）及其儿子公孙归父相继掌权，是为东门氏执政时期，而孟氏一度被东门氏赶出鲁国。然而，成季的孙子季孙行父（即季文子）利用三桓的势力，魯宣公十五年(前594年)實行「初税畝」，开初税亩，使得私田兴起，而“隐民”剧增，获得鲁国平民阶层的人心。公子遂杀嫡立庶，以公子俀为国君，是为鲁宣公。
宣公发现三桓日益强盛，同时有民不知君、只知三桓的说法甚嚣尘上，于是他欲去三桓，以张大公室。他与执政的公孙归父商量，是不是起兵灭了三桓，但是国人明显倾心于三桓，使用国内兵马或许不妥。于是，公孙归父前往晋国借兵。可惜公孙归父还没成功搬来晋国军队，宣公就死了，而季文子趁机发难，备述襄仲当政时的弊端，斥责他“南通于楚，既不能固，又不能坚事齐、晋”，使鲁国没有强援。鲁国司寇表示愿意随季文子除乱。公孙归父听到这样的消息，连忙逃到齐国躲起来。季文子开始执政。从此开启了季氏祖孙几代人的执政专权之路。
季文子、季武子、季平子辅佐鲁文公、宣公、成公、襄公、昭公及定公六位鲁侯，位列三卿之首，独专国政。魯成公元年（前590年）行「作丘甲」。季武子时期，通过一系列的政策从不同角度削弱公室的勢力。襄公十一年，增设三军。季武子、叔孙穆叔、孟献子分三军，一卿主一军之征赋，由是三桓强于公室。当年，周武王封周公旦于鲁，按周礼“天子六军，诸侯大国三军”，鲁有三军。自文公以来，鲁国弱而从霸主之令，若军多则贡多，遂自减中军，只剩上下二军，属于公室，“有事，三卿更帅以征伐”不得专其民。季武子欲专其民，遂增设中军，三桓分三军之民。襄公十二年，三桓“十二分其国民，三家得七，公得五，国民不尽属公，公室已是卑矣”。

#### 昭公外逃
昭公五年，季武子罢中军。四分公室，季孙称左师，孟氏称右师，叔孙氏则自以叔孙为军名，“三家自取其税，减已税以贡于公，国民不复属于公，公室弥益卑矣”。公室奋起反击，昭公二十五年，在郈昭伯、公若等人的劝说下，鲁昭公发兵伐季氏。而孟氏、叔孙氏认为唇亡齿寒，三桓是一荣俱荣、一损俱损，于是发兵救援。结果昭公外逃，而季平子专权，摄行君位将近十年。魯昭公被三家驅逐，客死異鄉。其后不久，三桓属下的家臣陽虎等人控制国政，一度形成“陪臣執国命”的局面。魯定公時（前509年～前495年），陽虎失敗出奔，三桓重新掌權，後魯哀公（前494年～前468年在位）圖謀恢復君權，同三家大臣衝突加劇，終致流亡越国。

#### 隳三都
季平子的僭越行为，导致其家臣奋起模仿，其中影响最大的莫过于阳虎。定公五年，季平子、叔孙成子相继去世，阳虎发难，囚禁季桓子，逐仲梁怀，随后执掌鲁国权位长达三年。虽然阳虎被三桓赶出了鲁国，但是三桓的影响日渐削弱、公卿之别君臣之礼日渐败坏也成了趋势。这个时候，在位的鲁定公决心削弱三桓，而这个时候三桓内部并不稳定，因为季氏的专权，导致其他两家的不满。定公十年，齐鲁会盟，作为司仪的孔子不仅言谈之间退发难的莱夷之人，更以口舌之利，使得齐国归还汶阳之田。于是，定公以此为契机，重用孔子，而孔子为了恢复公卿之别、君臣之分，决定以隳三都的方式，逐步消解三桓的强盛势力。季桓子出于防止家臣犯上的考虑，同意隳三都，并派仲由等臣子率兵毁掉自己的费城。然而三桓之中，孟氏反对，他坚持不毁掉自己的成城，结果定公发兵讨伐，却无法攻下。而定公在季氏的唆使下观齐女乐，败坏礼数，更寒了孔子的心。结果，三桓把公室的坚定拥护者孔子赶出了鲁国。

#### 费国独立

中國山東曲阜孔廟

魯哀公即位，哀公十二年（前483年）行「用田賦」。哀公十七年（西元前478年），孔子的弟子於曲阜孔子故里建孔庙。根据《史记》的记载，当时孔子的弟子将其“故所居堂”立庙祭祀，庙屋三间，内藏衣、冠、琴、车、书等孔子遗物。哀公想要伐灭三桓，结果反被三桓逐赶，死于有山氏。哀公死后，三桓立公子宁，是为鲁悼公。悼公时期，三桓胜，鲁如小侯，卑于三桓之家。魯元公時（前436年～前416年），三桓逐漸失勢，直到鲁穆公时期（前415年－前383年），鲁国实行改革，任命博士公仪休为鲁相，遂渐从三桓手中收回政权，国政开始奉法循理，摆脱了三桓专政的问题，重新确立了公室的权威。三桓之中，孟氏的封邑成、叔孙氏的封邑郈被齐国攻占，季氏据其封邑费、卞，独立成为了费国。

### 戰国時期

#### 楚灭鲁国
戰国時期魯国國力已衰弱，仍多次與齊国作戰。前323年，鲁景公卒，鲁平公即位，此时正是韩、魏、赵、燕、中山五国相王之年。鲁顷公二年（前278年），秦国破楚国首都郢，楚顷王东迁至陈国。顷公十九年（前261年），楚伐鲁取徐州。顷公二十四年（前256年），鲁国为楚考烈王所灭，迁顷公于下邑，封鲁君于莒。后七年（前249年）鲁顷公死于柯（今山东东阿），鲁国绝祀。
秦朝末年，楚後懷王曾封項羽為魯公。項羽死後，楚地人民都投降漢高祖劉邦，只有魯國不歸順，劉邦本來要以重兵屠殺魯國，後認為魯國長老嚴守禮義，為主死節，所以把項羽的首級拿出來給魯國的長老看，並答應禮葬項羽。之後，劉邦以「魯公」的公爵禮儀，在穀城埋葬項羽，並親自為其哭喪，魯國長老才投降。
汉平帝时期，封鲁顷公八世孙公子宽为褒鲁侯，奉周公祀，公子宽死后谥为“节”，其子公孙相如袭爵。王莽新朝时期，又封公孙相如后裔姬就为褒鲁子。

## 魯國君主列表
魯國君主在位時間及年數依據《史記·魯世家》的記載及近人考証為主。
|    | 稱號                                     | 國君本名                               | 在位年數                                                                    | 在位年份                                                                      | 出身與關係                                  | 資料出處                                                                     |
| -- | ---------------------------------------- | -------------------------------------- | --------------------------------------------------------------------------- | ----------------------------------------------------------------------------- | ------------------------------------------- | ---------------------------------------------------------------------------- |
| 1  | 魯公伯禽                                 | 伯禽                                   | 不詳                                                                        | ？-前998年                                                                    | 周公旦之子                                  | 《史記．魯世家》                                                             |
| 2  | 魯考公                                   | 酋 《世本》名就 鄒誕本作遒             | 4年                                                                         | 前997年-前994年                                                               | 魯伯禽之子                                  | 《史記．魯世家》                                                             |
| 3  | 魯煬公                                   | 熙 一作怡                              | 6年（史記） 16年（漢書） 60年                                               | 前993年-前988年                                                               | 魯伯禽之子，魯考公之弟                      | 《史記．魯世家》 《漢書．律曆志》                                            |
| 4  | 魯幽公                                   | 宰 《世本》名圉                        | 14年                                                                        | 前987年-前974年                                                               | 魯煬公之子                                  | 《史記．魯世家》                                                             |
| 5  | 魯魏公 《世本》作魏微公                  | 沸 《世本》名沸其                      | 50年                                                                        | 前973年-前924年                                                               | 魯煬公之子，魯幽公之弟                      | 《史記．魯世家》                                                             |
| 6  | 魯厲公                                   | 擢 《世本》名翟                        | 37年                                                                        | 前923年-前887年                                                               | 魯魏公之子                                  | 《史記．魯世家》                                                             |
| 7  | 魯獻公                                   | 具                                     | 32年（史記） 50年（漢書）                                                   | 前886年-前855年                                                               | 魯魏公之子，魯厲公之弟                      | 《史記．魯世家》 《漢書．律曆志》                                            |
| 8  | 魯真公1、2 《漢書》作魯慎公              | 濞 《世本》名摯、鼻                    | 30年                                                                        | 前854年-前825年（史記魯世家） 前855年-前826年（史記十二諸侯表）               | 魯獻公之子                                  | 《史記．魯世家》 《漢書．律曆志》                                            |
| 9  | 魯武公                                   | 敖                                     | 9年（史記魯世家） 10年（史記十二諸侯表） 2年（漢書）                        | 前824年-前816年（史記魯世家） 前825年-前816年（史記十二諸侯表）               | 魯獻公之子，魯真公之弟                      | 《史記．魯世家》 《漢書．律曆志》                                            |
| 10 | 魯懿公                                   | 戲                                     | 9年                                                                         | 前815年-前807年                                                               | 魯武公之子                                  | 《史記．魯世家》                                                             |
| 11 | 魯公伯御                                 | 伯御                                   | 11年                                                                        | 前806年-前796年                                                               | 魯武公之孫，括之子                          | 《史記．魯世家》                                                             |
| 12 | 魯孝公3                                  | 稱                                     | 27年 (沿用伯御紀年)                                                         | 前795年-前769年                                                               | 魯武公之子，魯懿公之弟 《漢書》作魯懿公之子 | 《史記．魯世家》 《漢書．古今人表》                                          |
| 13 | 魯惠公                                   | 弗湟 《世本》名弗皇 《史記年表》名弗生 | 46年                                                                        | 前768年-前723年                                                               | 魯孝公之子                                  | 《史記．魯世家》                                                             |
| 14 | 魯隱公                                   | 息姑                                   | 11年                                                                        | 前722年-前712年                                                               | 魯惠公之子                                  | 《史記．魯世家》                                                             |
| 15 | 魯桓公                                   | 允                                     | 18年                                                                        | 前711年-前694年                                                               | 魯惠公之子，魯隱公之弟                      | 《史記．魯世家》                                                             |
| 16 | 魯莊公 《漢書》避漢諱作魯嚴公            | 同                                     | 32年                                                                        | 前693年-前662年                                                               | 魯桓公之子                                  | 《史記．魯世家》                                                             |
| 17 | 子般                                     | 斑                                     | 2月                                                                         | 前662年-前662年                                                               | 魯莊公之子                                  | 《史記．魯世家》                                                             |
| 18 | 魯湣公 《春秋》作魯閔公                  | 啟 《史記》避諱作開                    | 2年                                                                         | 前661年-前660年                                                               | 魯莊公之子                                  | 《史記．魯世家》 《春秋左傳》                                                |
| 19 | 魯公 《春秋》作魯僖公                    | 申                                     | 33年                                                                        | 前659年-前627年                                                               | 魯莊公之子，魯湣公之弟                      | 《史記．魯世家》 《春秋左傳》                                                |
| 20 | 魯文公                                   | 興                                     | 18年                                                                        | 前626年-前609年                                                               | 魯公之子                                    | 《史記．魯世家》                                                             |
| 21 | 魯宣公                                   | 俀 一作倭                              | 18年                                                                        | 前608年-前591年                                                               | 魯文公之子                                  | 《史記．魯世家》                                                             |
| 22 | 魯成公                                   | 黑肱 一作黑股                          | 18年                                                                        | 前590年-前573年                                                               | 魯宣公之子                                  | 《史記．魯世家》                                                             |
| 23 | 鲁襄公                                   | 午                                     | 31年                                                                        | 前572年-前542年                                                               | 魯成公之子                                  | 《史記．魯世家》                                                             |
| 24 | 子野                                     | 野                                     | 3月                                                                         | 前542年六月至九月                                                             | 魯襄公之子                                  | 《史記．魯世家》                                                             |
| 25 | 魯昭公                                   | 稠 一作袑 《世本》名稠                 | 32年                                                                        | 前541年-前510年                                                               | 魯襄公之子，野之弟                          | 《史記．魯世家》                                                             |
| 26 | 魯定公                                   | 宋                                     | 15年                                                                        | 前509年-前495年                                                               | 魯襄公之子，魯昭公之弟                      | 《史記．魯世家》                                                             |
| 27 | 魯哀公4                                  | 將 《世本》名蔣                        | 27年（二楊、史記魯世家） 28（史記六國表）                                   | 前494年-前468年（二楊） 前494年-前467年（史記）                               | 魯定公之子                                  | 《史記．魯世家》                                                             |
| 28 | 魯悼公                                   | 寧                                     | 31年（楊寬） 37年（史記）                                                   | 前467年-前437年（楊寬） 前466年-前429年（史記）                               | 魯哀公之子                                  | 《史記．魯世家》 《戰國史料編年輯證》                                        |
| 29 | 魯元公                                   | 嘉                                     | 21年                                                                        | 前436年-前416年（楊寬） 前428年-前408年（史記）                               | 魯悼公之子                                  | 《史記．魯世家》 《戰國史料編年輯證》                                        |
| 30 | 魯穆公                                   | 顯                                     | 33年（史記） 32年（百衲本史記六國表）                                       | 前415年-前383年（楊寬） 前407年-前377年（史記） 前407年-前376年（百衲本史記） | 魯元公之子                                  | 《史記．魯世家》及《六國年表》 百衲本《史記．六國年表》 《戰國史料編年輯證》 |
| 31 | 魯共公 《紀年》為魯恭侯                  | 奮                                     | 30年（楊寬） 22年（史記魯世家） 24年（史記六國表） 23年（百衲本史記六國表） | 前382年-前353年（楊寬） 前376年-前353年（史記） 前375年-前353年（百衲本史記） | 魯穆公之子                                  | 《史記．魯世家》及《六國年表》 百衲本《史記．六國年表》 《戰國史料編年輯證》 |
| 32 | 魯康公                                   | 屯                                     | 9年                                                                         | 前352年-前344年（楊寬） 前352年-前344年（史記）                               | 魯共公之子                                  | 《史記．魯世家》 《戰國史料編年輯證》                                        |
| 33 | 魯景公                                   | 匽                                     | 21年（楊寬） 25年（通鑑） 29年（史記）                                      | 前343年-前323年（楊寬） 前343年-前315年（史記）                               | 魯康公之子                                  | 《史記．魯世家》 《資治通鑑考異》引《魯世家》 《戰國史料編年輯證》           |
| 34 | 魯平公                                   | 叔                                     | 20年（楊寬） 22年（史記）                                                   | 前322年-前303年（楊寬） 前314年-前296年（史記）                               | 魯景公之子                                  | 《史記．魯世家》 《戰國史料編年輯證》                                        |
| 35 | 魯文公 《世本》為魯湣公 《漢書》為魯緡公 | 賈                                     | 23年                                                                        | 前302年-前280年（楊寬） 前295年-前273年（史記）                               | 魯平公之子                                  | 《史記．魯世家》                                                             |
| 36 | 魯頃公                                   | 讎                                     | 24年                                                                        | 前279年-前256年（楊寬） 前272年-前249年（史記）                               | 魯文公之子                                  | 《史記．魯世家》 《戰國史料編年輯證》                                        |

注1：魯真公以前魯國君主在位時間，據《史記·魯世家》所載在位年數上推。

注2：魯真公、魯武公的在位時間及年數，從《史記·魯世家》說。

注3：魯孝公即位後，沿用伯御的紀年。

注4：魯哀公以下至魯頃公在年年數、年份，皆據楊寬《戰國史料編年輯證》為主。

## 魯國歷史人物

### 公子公孙
- 公子展，鲁孝公子，展氏之祖
- 臧僖伯公子彄，魯孝公子，臧孫氏之祖
- 郈惠伯，鲁孝公子，郈氏之祖
- 公子益師，字眾父，魯孝公子，众氏之祖
- 施父，魯惠公子，施氏之祖
- 共仲慶父，魯桓公庶长子，孟孫氏之祖
- 僖叔公子牙，魯桓公子，叔孫氏之祖
- 成季公子友，魯桓公子，季孫氏之祖
- 公子遂，魯莊公子，東門氏之祖
- 太子惡，魯文公子
- 公子視，魯文公子
- 叔肹，魯文公子，子叔氏之祖
- 公子偃，魯宣公子
- 公子鉏，魯宣公子
- 公衡，魯成公子
- 公衍，魯昭公子
- 公為，魯昭公子
- 公果，魯昭公子
- 公賁，魯昭公子
- 公子荊，魯哀公子
- 孺子𪏆，鲁哀公子
- 公子彄
- 公子豫
- 公子翬，字羽父
- 柔
- 公子达
- 公子溺
- 公子偃
- 公子結
- 公子魚，字奚斯
- 公子買，字子叢
- 公子憖，字子仲
- 公孙朝
- 公孙宿，一作公孙成

### 公族
臧氏
- 臧僖伯公子彄
- 臧哀伯臧孫達，彄子
- 伯氏瓶，達子
- 臧文仲臧孫辰，臧孫缾子
- 臧宣叔臧孫許，臧孫辰子
- 臧賈，臧孫許子
- 臧為，臧孫許子
- 臧武仲臧孫紇，臧孫許子
- 臧疇，臧孫許子
- 臧堅
- 臧昭伯臧賜，臧為子
- 母弟叔孙，臧昭伯同母弟
- 臧倉，臧賜子
- 臧會臧頃伯，臧贾子
- 臧賓如，臧會子
- 臧石，臧賓如子

展氏
- 公子展
- 夷伯，公子展子
- 司空無駭
- 展禽，即柳下惠
- 展喜
- 展瑕
- 展莊叔
- 展王父

郈氏
- 郈惠伯
- 郈成叔
- 郈昭伯

眾氏
- 公子益師
- 眾仲

施氏
- 施孝叔

三桓
孟氏、仲孙氏
- 共仲慶父
- 孟穆伯公孫敖，慶父子
- 孟文伯仲孫穀，公孫敖子
- 孟惠叔仲孫難，公孫敖子
- 孟獻子仲孫蔑，仲孫穀子
- 孟莊子仲孫速，一作孟孺子，仲孫蔑子
- 孺子秩，仲孫速子
- 孟孝伯仲孫羯，仲孫速子
- 孟僖子仲孫貜，仲孫羯子
- 孟懿子仲孙何忌，仲孫貜子
- 孟武伯仲孙彘（孟彘），一名泄，仲孫何忌之子（《左傳》哀二十七）
- 孟敬伯仲孙捷，一作孟敬子（《論語·泰伯》），仲孫彘之子（《禮記》檀弓下）
- 南宮敬叔仲孫閱，一名說，仲孫貜子，後為南宮氏
- 南宮括，《說苑》作南宮邊子（《呂氏春秋》）
- 南宮路，仲孫閱子（《姓纂》）
- 南宮會，南宮路子（《姓纂》）
- 南宮虔，南宮會子（《姓纂》）
- 子服懿伯子服仲叔，仲孫蔑子，後為子服氏
- 子服惠伯子服椒，一名子服湫
- 子服昭伯子服回
- 子服景伯子服何，昭伯子
- 子服厲伯（《韓非子》）
- 孟公期，仲孫何忌之子
- 孟公綽
- 南宮邊子
- 孟之側，一作孟之反

叔孫氏
- 僖叔（叔牙）公子牙

- 叔孫戴伯公孫茲，公子牙子
- 叔孫莊叔叔孫得臣，公孫茲子
- 叔孫宣伯叔孫僑如，叔孫得臣子
- 叔孙虺，叔孫得臣子
- 叔孫穆叔叔孫豹，叔孫得臣子
- 豎牛，叔孫豹子
- 孟丙，叔孫豹子
- 仲壬，叔孫豹子
- 叔孫昭子叔孫婼，叔孫豹子
- 叔孫成子叔孫不敢，叔孫婼子
- 叔孫武叔叔孫州仇，叔孫不敢子
- 叔孫文子叔孫舒，叔孫州仇子（《左傳》哀二十七）
- 叔孙辄，叔孫州仇子
- 武仲休，僖叔子，叔仲氏之祖
- 叔仲惠伯叔彭生
- 叔仲亥，叔彭生子
- 叔仲皮，叔彭生子
- 叔仲衍，叔彭生子
- 叔仲昭伯叔仲虺，叔仲亥子
- 叔仲穆子叔仲小，叔仲虺子
- 叔仲定伯叔仲志，叔仲小子
- 公若藐，叔孫族人
- 子柳，叔仲皮子
- 子硕，叔仲皮子

季氏
- 成季（季友）公子友
- 齊仲無佚，季友子
- 季文子季孫行父，季友之孫
- 季武子季孫宿，季孫行父子
- 季悼子季孫紇，季孫宿子
- 季公鳥，季孫宿子
- 季甲，季公鳥子
- 季公亥，一作公若，季孫宿子
- 季平子季孫意如，季孫紇子
- 公之，季孫紇子
- 季桓子季孫斯，季孫意如子
- 季寤，字子言，季孫意如子
- 季魴侯，季孫意如子
- 季康子季孫肥，季孫斯子（《左傳》哀二十七）
- 季昭子季孫虎（《禮記》）
- 費惠公，後獨立為費國（《孟子》）
- 公彌，季孫宿子，後為公鉏氏
- 頃伯，公彌子
- 隐侯伯，頃伯子
- 公鉏極，隐侯伯子
- 公甫穆伯公甫靖，季孫紇子，後為公甫氏
- 公甫文伯公甫歜，公甫靖子
- 公甫成伯，公甫歜子（《姓纂》）
- 公甫頃，公甫成伯子（《姓纂》）
- 公思展
- 公冶

東門氏
- 公子遂，襄仲
- 公孫歸父，字子家
- 子家文伯子家析
- 子家懿伯子家羈
- 仲嬰齊

子叔氏
- 惠伯叔肹
- 子叔聲伯子叔嬰齊，叔肹子
- 子叔齊子叔老，子叔嬰齊子
- 荣成伯榮駕鵝，叔肹曾孙
- 子叔敬子叔弓，叔老子
- 叔辄，字伯張，子叔弓子
- 子叔穆伯叔鞅，子叔弓子
- 定伯閱，子叔弓子
- 西巷敬叔，子叔閱子
- 叔詣，叔轍子
- 叔還，西巷敬叔子
- 叔青，子叔還子

公儀氏
- 公儀休（《循吏列傳》、《說苑》）

### 諸氏族
孔氏
- 弗父何
- 宋父周
- 世子胜
- 正考父
- 孔父嘉
- 木金父
- 祁父，一作睾夷父
- 防叔，一作防父
- 伯夏，
- 叔梁紇，一作郰人紇、郰叔紇，孔子父
- 孟皮，孔子庶兄
- 孔丘，即孔子，字仲尼
- 孔鯉，字伯魚
- 孔伋，字子思（《孔子世家》）
- 孔忠，孟皮子，孔子门徒

富父氏
- 富父终甥
- 富父槐

南氏
- 南遺
- 南蒯

秦氏
- 秦子，魯莊公戎御
- 秦堇父
- 秦丕茲，事孔子
- 秦遄

苫氏
- 苫夷，即苫越
- 陽州

冉氏
- 冉會
- 冉猛，會之弟
- 冉豎

陽氏
- 陽虎
- 陽越，虎從弟

申氏
- 申繻
- 申句須
- 申豐
- 申夜姑
- 申須

梁氏
- 梁子
- 梁氏

御氏
- 御孙
- 御叔

党氏
- 党氏
- 党叔

卜氏
- 卜齮
- 卜楚邱父
- 卜楚邱

侯氏
- 侯叔夏
- 侯犯

太史氏
- 太史克，一作大史克
- 太史固，一作大史固

公氏
- 公南
- 公宾庚

曾氏
- 曾夭
- 曾阜

林氏
- 林雍
- 林楚
- 林不狃

顏氏
- 顏鳴
- 顏高
- 顏息
- 顏羽，字子羽

### 女性
- 孟子，魯惠公元妃
- 聲子，魯惠公妃，魯隱公母
- 仲子，魯惠公妃，魯桓公母
- 文姜，魯桓公妃，魯莊公母
- 孟任，魯莊公妃，子斑母
- 哀姜，魯莊公妃
- 叔姜，魯莊公妃，魯閔公母
- 成風，魯莊公妃，魯僖公母
- 聲姜，魯僖公妃
- 出姜，一作哀姜，魯文公妃，生惡及視
- 敬嬴，魯文公妃
- 穆姜，魯宣公妃，宋伯姬母
- 齊姜，魯成公妃
- 定姒，魯成公妃
- 敬歸，胡女，魯襄公妃，子野母
- 齊歸，魯襄公妃，魯昭公母
- 吳孟子，魯昭公妃
- 公衍母，魯昭公妃
- 公為母，魯昭公妃
- 定姒，魯定公妃
- 公子荆母
- 紀伯姬，魯惠公女
- 紀叔姬，魯惠公女
- 杞伯姬，魯莊公女
- 莒叔姬，鲁庄公女
- 女公子，鲁庄公女
- 宋蕩伯姬，即伯姬，鲁僖公女
- 鄫季姬，鲁僖公女
- 子叔姬 (杞桓公夫人)，又称叔姬，鲁僖公女
- 叔姬娣，鲁僖公女
- 子叔姬 (齐昭公夫人)，鲁僖公女
- 宋伯姬，一作共姬，魯宣公女
- 郯伯姬，鲁宣公女
- 子叔姬 (高固妻)，又称叔姬，鲁宣公女
- 重，公子慭女
- 臧宣叔妻
- 臧宣叔继室
- 昭伯内子，臧会妻
- 施氏婦，施孝叔妻，齊管于奚女
- 戴己，莒國女，公孫敖妻
- 聲己，公孫敖妻
- 己氏，公孫敖妻
- 薳氏，孟僖子副妾
- 泉丘女，孟僖子妾
- 其僚，南宫敬叔养母
- 叔孙戴伯妻，牟国女
- 國姜，叔孫豹妻
- 庚宗婦人，叔孫豹外妻
- 季文子妻，陈女
- 季姒，季公鳥妻，齊鮑文子女
- 其妾，季公鸟妾
- 季平子妻，宋元夫人所生
- 南孺子，季桓子妻
- 子叔声伯之母
- 子叔声伯之妻
- 穆孟姬，叔孙宣伯之女，齐灵公夫人
- 小邾夫人，季武子女，生宋元夫人
- 秦姬，季武子女，秦歂妻
- 季姬，季桓子女，齐悼公夫人
- 厲孟姬，仲白之女，嫁於厲國（魯大司徒子仲白匜）

### 孔子弟子
- 颜回，字渊
- 閔損，字子騫
- 冉耕，字伯牛
- 冉雍，字仲弓
- 仲由，字子路，又作季路
- 端木賜，字子貢或子贛（《左傳》哀二十七）
- 冉求，字子有
- 宰予，字子我
- 言偃，字子游
- 卜商，字子夏
- 顓孫師，字子張
- 有若
- 曾參，字子輿（《說苑》）
- 澹台滅明，字子羽
- 樊須，一作樊遲，字子遲
- 高柴，字子羔
- 公冶長，字子長
- 司馬耕，即司馬牛，字子牛
- 曾点，又作曾蒧，字晢
- 顏無繇，又作顏由，字路
- 仲弓父
- 陳子禽
- 南宮括，字子容
- 敬叔南宮閱
- 琴牢，一作琴張子開，字子開
- 密不齊，字子賤
- 原憲，字子思
- 公晢哀，字季次
- 商瞿，字子木
- 漆彫開，字子開
- 公伯僚，字子周
- 公西赤，字子華
- 巫馬施，字子旗
- 梁鱣，字叔魚
- 顏幸，字子柳
- 冉孺，字子魯
- 曹卹，字子循
- 伯虔，字子析
- 公孫龍，字子石
- 冉季，字子產
- 公祖句茲，字子之
- 秦祖，字子南
- 漆雕哆，字子歛
- 顏高，字子驕
- 漆雕徒父
- 壤駟赤，字子徒
- 商澤，字子季
- 石作蜀，字子明
- 任不齊，字選
- 公良孺，字子正
- 后處，字子里
- 秦丕茲
- 秦冉，字開
- 公夏首，字乗
- 奚容箴，字子晢
- 公堅定，字子中
- 顏祖，字襄
- 鄡單，字子家
- 句井疆
- 罕父黑，字子索
- 秦商，字子丕
- 申黨，字周
- 顏之僕，字叔
- 榮旂，字子棋
- 縣成，字子祺
- 左人郢，字行
- 燕伋，字思
- 鄭邦，字子徒
- 秦非，字子之
- 施之常，字子恒
- 顏噲，字子聲
- 步叔乘，字子車
- 原亢，字籍
- 樂欬，字子聲
- 廉絜，字庸
- 叔仲會，字子期
- 顏何，字冉
- 狄黑，字晢
- 邦巽，字子歛
- 孔忠
- 公西輿如，字子上
- 公西葴，字子上

### 其他
- 费伯，又作费庈父
- 鍼季，鍼巫氏
- 閔子馬，又作闵马父
- 公斂陽，一作公斂處父
- 泄聲子
- 挾
- 曹沫
- 曹劌
- 圉人犖
- 公傅
- 卜齮
- 夏父弗忌，宗伯
- 侯叔夏
- 公冉務人，一作公襄负人（《春秋事语》）
- 禽鄭
- 緜房甥
- 梁其胫
- 公冶
- 富父終甥
- 師己
- 鄫鼓父
- 狄虒彌
- 御叔
- 豐點
- 公巫召伯
- 仲颜庄叔
- 黨叔
- 曾夭
- 曾阜
- 萊書
- 杜泄
- 謝息
- 冶區夫
- 司鐸射
- 慮癸
- 司徒老祁
- 饔人檀
- 僚祖鬷戾
- 右師展
- 女賈，季氏家臣
- 魴假
- 仲梁懷
- 公山不狃，字子泄
- 茲無還
- 公南
- 侯犯
- 駟嘉
- 樂頎
- 正常
- 共劉
- 公賓庚
- 公甲叔子
- 析朱鉏
- 微虎
- 邴泄
- 管周父
- 汪齮
- 公孫有山氏
- 釁夏
- 鉏商
- 郭重
- 巫尫
- 嬖童汪錡
- 匠慶
- 鮑國，本齊臣
- 弦多，本齊人施父
- 子桑伯子子桑戶（《論語，雍也》）
- 梓慎，预言家
- 墨子
- 鲁班
- 曾申，曾參子（《禮記》）
- 吳起，奔魏（《吳起列傳》）
- 子柳，一作子庚，又作泄柳（《孟子》）
- 申詳（《孟子》）
- 辛寬，《說苑》作辛櫟（《呂氏春秋》）
- 犁鉏（《韓非子》）
- 龐間氏（《韓非子》）
- 沈猶行（《孟子》）
- 項羽（曾號稱「魯公」，以魯國為采邑）

## 延伸阅读
[在维基数据编辑]
 《史記/卷033》，出自司馬遷《史記》

### 網站
- 山东曲阜鲁国故城城垣遗址[永久]